# بوب بالدوين
بوب بالدوين (بالإنجليزية: Bob Baldwin)‏ هو سياسي أسترالي، ولد في 9 مارس 1955 في غلوستر في المملكة المتحدة. حزبياً، نشط في الحزب الليبرالي الأسترالي. وقد انتخب عضو مجلس النواب الأسترالي عن دائرة Division of Paterson ‏ (10 نوفمبر 2001 – 9 مايو 2016) وانتخب عضو مجلس النواب الأسترالي عن دائرة Division of Paterson ‏ (2 مارس 1996 – 3 أكتوبر 1998).